# Loi canadienne sur les droits de la personne
La Loi canadienne sur les droits de la personne est une loi canadienne adoptée en 1977 qui interdit la discrimination et met sur pied la Commission canadienne des droits de la personne ainsi que le Tribunal canadien des droits de la personne. Elle s’applique à l’échelle du pays, aux entreprises fédérales et la fonction publique fédérale. Elle vient compléter la Déclaration canadienne des droits, car elle s'applique à des lois fédérales en renforçant les protections anti-discrimination, puisque la Charte québécoise, entrée en vigueur en 1976, ne s’applique pas aux entreprises fédérales et la fonction publique fédérale.
La Loi canadienne sur les droits de la personne prévoit également la création de poste de commissaires spécifiques, soit celui de Commissaire à l'accessibilité et Commissaire à l'équité salariale. Ces postes opèrent au sein de la Commission canadienne des droits de la personne. 
Il n’y a pas de mécanisme de dérogation expresse dans la loi canadienne sur les droits de la personne, donc en principe la souveraineté parlementaire s’applique. Cependant, d’après la jurisprudence (affaire Bindher), une loi sur les droits de la personne prévaut sur les autres lois même s’il n’y a pas de mécanisme de dérogation expresse. Il faut donc déroger à une loi sur les droits de la personne, sinon elle prévaut sur les autres lois. On en fait une interprétation large. C'est une loi d’ordre public.